# شهرک خیبر
شهر خیبر،  از توابع بخش چغامیش شهرستان دزفول در استان خوزستان ایران است.

## جمعیت
این روستا در دهستان خیبر قرار دارد و براساس سرشماری مرکز آمار ایران در سال ۱۳۸۵، جمعیت آن2021 نفر (433خانوار) بوده‌است.
خیبر ایران